# Vicki Lewis
Vicki Lewis, född 17 mars 1960 i Cincinnati, Ohio, är en amerikansk skådespelare. Hon är mest känd för sin roll som Beth i situationskomedin NewsRadio som sändes 1995–1999.

## Filmografi i urval
- 1993 – Murphy Brown (TV-serie)
- 1993 – Grace Under Fire (TV-serie)
- 1994 – Seinfeld (TV-serie)
- 1995–1999 – NewsRadio (TV-serie)
- 1999 – Norm show (TV-serie)
- 2003 – Hitta Nemo (röst)